# مجد أباد (سفيد دشت)
مجد أباد (بالفارسية: مجدآباد) هي قرية تقع في إيران في قسم سفید دشت الريفي. يقدر عدد سكانها بـ 14 نسمة .